# Thalamoporella afrogothica
Thalamoporella afrogothica är en mossdjursart som beskrevs av Soule, Soule och Chaney 1999. Thalamoporella afrogothica ingår i släktet Thalamoporella och familjen Thalamoporellidae. Inga underarter finns listade i Catalogue of Life.